# Emily Karlovna Stjernvall
Emily Karlovna Stjernvall (in russo Эмилия Карловна Шернва́лл?; Pori, 29 gennaio 1810 – Borisogleb, 17 novembre 1846) è stata una nobildonna svedese.

## Biografia
Era la figlia del governatore di Vyborg, Carl Johan Stjernvall e di Eva Gustava von Willebrand. Emily, come la sorella maggiore Aurora, ricevette una buona educazione. 
Alla morte di suo padre, la madre si risposò con un noto avvocato.
Nel 1826 la società di Helsinki era relativamente piccola e la comparsa delle sorelle Stjernvall non poteva passare inosservato.
A sedici anni si innamorò del conte Vladimir Alekseevič Musin-Puškin (1798-1854); i genitori di Emily non sollevarono obiezioni al matrimonio ma la madre di Vladimir, la contessa Ekaterina Musina-Puškina, non riuscì ad accettare che il figlio si sposasse con Emily. Il matrimonio ebbe luogo il 4 maggio 1828. Ebbero sei figli ma solo quattro raggiunsero l'età adulta: Aleksej Vladimirovič (1831-1889), che sposò Ekaterina Alekseevna Musina-Puškina (1845—1923); Vladimir Vladimirovič (1832-1865); Aleksandr Vladimirovič (?-1854); Marija Vladimirovna (1840-1870).
Nel novembre del 1831 Emily e suo marito si trasferirono a San Pietroburgo, dove, insieme a sua sorella, furono presentati a corte. Aurora divenne damigella d'onore dell'imperatrice e si stabilì al Palazzo d'Inverno.
Alla fine di maggio del 1838, Emily si recò in Germania in visita a sua sorella e a suo marito, Paolo I Demidoff.
Le difficoltà economiche della famiglia si allargarono, i costi erano molto più alti dei redditi. I debiti crebbero, nel 1856, era di circa 700.000.
Morì il 17 novembre 1846, all'età di 36 anni, di tifo.